# Pony Express (film)
Pony Express è un film del 1953 diretto da Jerry Hopper.

## Trama
Film sull'epica nascita del servizio postale veloce americano, effettuato per la prima volta da Buffalo Bill e Wild Bill Hickok, con un sistema formato da stazioni e cavalli, pronti per i tragitti da percorrere al gran galoppo, cambiando successivamente cavallo e cavaliere.
Questo nuovo sistema postale preoccupò molto le società proprietarie di diligenze da trasporto, che tentarono in tutti i modi di contrastarlo, senza riuscirvi.